# Matosinhos (freguesia)
A Freguesia de Matosinhos foi uma antiga freguesia portuguesa do Município de Matosinhos a qual tinha 5,31 km² de área e 30 984 habitantes (2011), e, por isso, uma densidade populacional de 5 835 hab/km². 
Foi extinta em 2013, no âmbito de uma reforma administrativa nacional, tendo sido agregada à Freguesia de Leça da Palmeira, para formar uma nova freguesia denominada União das Freguesias de Matosinhos e Leça da Palmeira da qual é a sede.
Matosinhos, juntamente com Leça da Palmeira, integram a cidade de Matosinhos.

## População
| População da freguesia de Matosinhos | População da freguesia de Matosinhos | População da freguesia de Matosinhos | População da freguesia de Matosinhos | População da freguesia de Matosinhos | População da freguesia de Matosinhos | População da freguesia de Matosinhos | População da freguesia de Matosinhos | População da freguesia de Matosinhos | População da freguesia de Matosinhos | População da freguesia de Matosinhos | População da freguesia de Matosinhos | População da freguesia de Matosinhos | População da freguesia de Matosinhos | População da freguesia de Matosinhos |
| ------------------------------------ | ------------------------------------ | ------------------------------------ | ------------------------------------ | ------------------------------------ | ------------------------------------ | ------------------------------------ | ------------------------------------ | ------------------------------------ | ------------------------------------ | ------------------------------------ | ------------------------------------ | ------------------------------------ | ------------------------------------ | ------------------------------------ |
| 1864                                 | 1878                                 | 1890                                 | 1900                                 | 1911                                 | 1920                                 | 1930                                 | 1940                                 | 1950                                 | 1960                                 | 1970                                 | 1981                                 | 1991                                 | 2001                                 | 2011                                 |
| 3 115                                | 3 606                                | 4 910                                | 7 591                                | 12 129                               | 12 276                               | 21 200                               | 21 101                               | 22 294                               | 24 804                               | 24 317                               | 30 471                               | 29 798                               | 28 488                               | 30 984                               |

| Distribuição da População por Grupos Etários | Distribuição da População por Grupos Etários | Distribuição da População por Grupos Etários | Distribuição da População por Grupos Etários | Distribuição da População por Grupos Etários | Distribuição da População por Grupos Etários | Distribuição da População por Grupos Etários | Distribuição da População por Grupos Etários | Distribuição da População por Grupos Etários | Distribuição da População por Grupos Etários |
| -------------------------------------------- | -------------------------------------------- | -------------------------------------------- | -------------------------------------------- | -------------------------------------------- | -------------------------------------------- | -------------------------------------------- | -------------------------------------------- | -------------------------------------------- | -------------------------------------------- |
| Ano                                          | 0-14 Anos                                    | 15-24 Anos                                   | 25-64 Anos                                   | > 65 Anos                                    |                                              | 0-14 Anos                                    | 15-24 Anos                                   | 25-64 Anos                                   | > 65 Anos                                    |
| 2001                                         | 4 419                                        | 4 158                                        | 15 954                                       | 3 957                                        |                                              | 15,5%                                        | 14,6%                                        | 56,0%                                        | 13,9%                                        |
| 2011                                         | 4 579                                        | 3 171                                        | 17 964                                       | 5 270                                        |                                              | 14,8%                                        | 10,2%                                        | 58,0%                                        | 17,0%                                        |

Com lugares desta freguesia foi criada, pelo  decreto lei nº 22.677, de 14/06/1933, a freguesia da Senhora da Hora

## Património
- Conjunto - fábricas Algarve Exportador e Rainha do Sado
- Padrão do Bom Jesus de Matosinhos
- Igreja do Salvador (Matosinhos) ou Igreja Paroquial de Matosinhos
- Edifício da Real Companhia Vinícola

## Política

### Eleições autárquicas
| Data | %     | M  | %       | M       | %       | M       | %       | M       | %     | M  | %    | M   | %       | M       | %    | M    | %   | M   |
| Data | PS    | PS | PPD/PSD | PPD/PSD | CDS-PP  | CDS-PP  | APU/CDU | APU/CDU | AD    | AD | PRD  | PRD | PSD-CDS | PSD-CDS | B.E. | B.E. | IND | IND |
| ---- | ----- | -- | ------- | ------- | ------- | ------- | ------- | ------- | ----- | -- | ---- | --- | ------- | ------- | ---- | ---- | --- | --- |
| 1976 | 44,77 | 7  | 23,02   | 3       | 13,23   | 2       | 11,25   | 1       |       |    |      |     |         |         |      |      |     |     |
| 1979 | 46,37 | 13 | AD      | AD      | AD      | AD      | 14,49   | 4       | 36,99 | 10 |      |     |         |         |      |      |     |     |
| 1982 | 56,69 | 16 | 16,13   | 4       | 11,01   | 3       | 13,69   | 4       |       |    |      |     |         |         |      |      |     |     |
| 1985 | 48,74 | 10 | 25,77   | 5       | 4,51    | 1       | 12,36   | 2       | 5,52  | 1  |      |     |         |         |      |      |     |     |
| 1989 | 61,19 | 13 | 24,35   | 5       | 3,02    | -       | 8,22    | 1       |       |    |      |     |         |         |      |      |     |     |
| 1993 | 66,68 | 14 | 19,02   | 4       | 4,09    | -       | 6,58    | 1       |       |    |      |     |         |         |      |      |     |     |
| 1997 | 63,57 | 14 | 20,69   | 4       | 3,62    | -       | 7,69    | 1       |       |    |      |     |         |         |      |      |     |     |
| 2001 | 56,76 | 12 | CDS-PP  | CDS-PP  | PPD/PSD | PPD/PSD | 7,43    | 1       | 28,95 | 6  | 2,70 | -   |         |         |      |      |     |     |
| 2005 | 47,72 | 10 | CDS-PP  | CDS-PP  | PPD/PSD | PPD/PSD | 9,13    | 1       | 29,11 | 6  | 8,16 | 1   |         |         |      |      |     |     |
| 2009 | 44,92 | 9  | CDS-PP  | CDS-PP  | PPD/PSD | PPD/PSD | 4,82    | 1       | 16,22 | 3  | 3,20 | -   | 28,21   | 6       |      |      |     |     |